# Gnamptogenys curvoclypeata
Gnamptogenys curvoclypeata is een mierensoort uit de onderfamilie van de Ectatomminae. De wetenschappelijke naam van de soort is voor het eerst geldig gepubliceerd in 1990 door Lattke.